# Captain Kangaroo
Captain Kangaroo war eine US-amerikanische Fernsehserie. 
Themen aus der Welt der Erwachsenen wurden in spielerischer Form kindgerecht aufgearbeitet. Protagonisten waren Puppen in Gestalt von Känguru, Kaninchen, Elch, Wurm und Frosch. Die Rolle des Captain Kangaroo wurde von Bob Keeshan gespielt. Captain Kangaroo wurde vom Sender CBS im Bildungsfernsehen für Vorschulkinder vom 3. Oktober 1955 bis 1984 wöchentlich ausgestrahlt und war damit die langlebigste Serie im US-amerikanischen Kinderprogramm. Bekanntheit erlangte Captain Kangaroo auch durch den Country-Song Flowers on the Wall von den Statler Brothers. Dieses Lied ist auch Teil des Soundtracks des Films Pulp Fiction.